# 武石弘三郎
武石 弘三郎（たけいし こうざぶろう、1877年（明治10年）7月28日 - 1963年（昭和38年）5月11日）は日本近代の彫刻家。政財界や各界の著名人の銅像を数多く手がけた。

## 経歴
新潟県南蒲原郡中之島村の庄屋の家に生まれる。東京美術学校塑像科で長沼守敬に学び、1901年（明治34年）卒業。ベルギーに8年間滞在し、その間にブリュセル国立美術学校に学んだ。
1909年（明治42年）帰国。同郷の石黒忠悳の知遇を得て、その関係で松本順・石黒忠悳像や森鴎外像の制作を手がけた。
文部省展覧会、帝国美術院展覧会に出品。明治末から昭和戦前期にかけて数多くの人物像を制作した。また、早稲田大学理工学部建築学科の講師を務め、多くの建築家を育てた。
第二次世界大戦後の作品は少ないが、今井兼次の依頼により制作した世界平和記念聖堂の欄間装飾がある。1963年、老衰のため、鎌倉市の自宅で逝去。墓所は雑司ヶ谷霊園。

## 作品
- 婦人像（1909年以前、神奈川県立近代美術館所蔵）大理石胸像、第5回文展（1911年）に出品した滞欧作
- 松本順・石黒忠悳像（1912年、陸軍軍医学校内、現存しない）
- 大倉喜八郎像（1913年、大倉集古館）
- 鍋島直正公像（1913年、佐賀城公園、現存しない）2017年再建
- 桂太郎像（1913年、拓殖大学構内）
- 森鷗外像（1913年、森鴎外邸→現森鴎外記念館）大理石胸像
- 川端玉章像（1913年、東京芸術大学構内）
- 西園寺公望像（1918年、西園寺邸→立命館大学構内）大理石胸像
- ダンテ像 (1921年、貴志奈良二郎邸 → 甲南学園甲南高等学校・中学校 貴志康一記念室)
- 安部磯雄像（1926年、早稲田大学戸塚グラウンド）
- 李王家東京邸大理石レリーフ（1930年、グランドプリンスホテル赤坂）
- 世界平和記念聖堂欄間装飾（1955年）

## 文献
- 佐々木嘉朗『彫刻家・武石弘三郎ノート』（1985年、北日本美術）
- 高晟埈「旧李王家東京邸内の武石弘三郎作大理石浮彫について」（『新潟県立近代美術館研究紀要』11号）
- 伊澤朋美「2015年 新収蔵作品 武石弘三郎《裸婦浮彫》、北村四海《女性立像》について」（『新潟県立近代美術館研究紀要』14号）